# Strängnäs domkyrkoförsamling
Strängnäs domkyrkoförsamling var en församling i Strängnäs stift och i Strängnäs kommun i Södermanlands län. Församlingen uppgick 2002 i Strängnäs domkyrkoförsamling med Aspö.

## Administrativ historik
Strängnäs domkyrkoförsamling bildades 1966 genom sammanslagning av Strängnäs landsförsamling  och Strängnäs stadsförsamling. Församlingen var till 2002 moderförsamling i ett pastorat med Aspö församling. Församlingen uppgick 2002 i Strängnäs domkyrkoförsamling med Aspö.
Före 1971 var församlingen delad av kommungräns och därför hade den två församlingskoder, 041502 för delen i Tosterö landskommun och 048601 (först 048600 under året 1966) för delen i Strängnäs stad.

## Domkyrkoorganister[4]
| Verksam   | Namn                           | Levnadstid            | Övrigt                                 |
| --------- | ------------------------------ | --------------------- | -------------------------------------- |
| 1623–1627 | Christiern (Kristian Claesson) |                       |                                        |
| 1628–1630 | Pär Hansson                    |                       |                                        |
| 1640–     | Caspar                         |                       |                                        |
| 1684–1695 | Anders (Andreas) Widing        | död 1695              | Organist.                              |
| 1697      | Gabriel Hälström               |                       |                                        |
| 1699–1736 | Lars Ekman                     | –1736                 | Organist.                              |
| 1736–1737 | Lars Kinström                  | 1710–1763             |                                        |
| 1738-1741 | Carl Petter Lenning            | 1711–1788             | Organist. Blev domkyrkoorganist i Åbo. |
| 1741-1775 | Georg Rudolph Londicer         | 1724–1775             |                                        |
| 1798–1804 | Zacharias Köhler               | 1765–1812             | Domkyrkoorganist.                      |
| 1846–     | Carl Ludvig Lindberg           | 1811–1895             | Domkyrkoorganist.                      |
| 1866-1887 | Carl Hjalmar Emil Öberg        | 1841–1892 (död i USA) | Domkyrkoorganist.                      |
| 1891–1913 | Anders Bedinger                | 1849–1913             |                                        |
| 1914–1939 | Knut Sundström                 | 1878–1961             | Domkyrkoorganist.                      |
| 1940–1965 | Rudolf Norrman                 | 1903–1965             | Domkyrkoorganist.                      |
| 1966–2000 | Rolf Stenholm                  | född 1937             | Domkyrkoorganist.                      |
| 2000–2023 | Torvald Johansson              | född 1955             |                                        |
| 2024–     | Jan H. Börjesson               | född 1969             |                                        |

## Kyrkor
- Strängnäs domkyrka